# Polhograjsko hribovje
Polhograjsko hribovje (pogovorno tudi Polhograjski Dolomiti, Polhograjci ali Pograjci) je slovenska hribovita pokrajina, z osrednjim naseljem Polhov Gradec (401 m), večji naselji na njegovem območju pa sta še Horjul in Dobrova. Polhograjsko hribovje je alpsko predgorje, ki na severu oz. severozahodu meji (preko Poljanske doline) na v povprečju nekoliko višje Škofjeloško hribovje, na severovzhodu na Sorško polje, na jugovzhodu in vzhodu na Ljubljansko kotlino oz. Ljubljansko barje, na jugozahodu pa prehaja v Rovtarsko hribovje. Največji vodotok na območju hribovja je reka Gradaščica.
Geološko hribovje sestavljajo paleozojski in spodnjetriasni glinovci in peščenjaki, v višjih legah pa apnenci in dolomiti. Površje je razgibano, sekajo ga strme doline in grape, ki se stekajo proti Poljanski Sori in Gradaščici. Večinoma je poraščeno z gozdom, nekaj je travnikov in njiv ob samotnih kmetijah.

## Vrhovi idr. pomembnejše točke
Opomba: v oklepaju je nadmorska višina vrha
- Tošč (1021 m)
- Pasja ravan (1020 m, prej 1029)
- Polhovec (948 m)
- Kal (936 m)[Potrebuje razločitev]
- Sivka (934 m)[Potrebuje razločitev]
- Mlaka ali Prosenov grič (914 m) [Potrebuje razločitev]
- Veliki Babnik (905 m)
- Mali Tošč (902 m)
- Javorč (901 m)[1]
- Grmada (Polhograjska) (898 m)
- Gontarska planina (894 m)
- Lavrovec (890 m)
- Špiklj (885 m)[Potrebuje razločitev]
- Lom (882 m)[Potrebuje razločitev]
- Ovčji grič (879 m)
- Kosmati hrib (877 m)
- Črni vrh (Sv. Lenart, 861 m)
- Sveti Ožbolt (nad Zmincem) (859 m)
- Mala Grmada (859 m)
- Osolnik (858 m)
- Kozjekov grič (853 m)
- Gabrovec, Špik in Zlati hrib (vsi 851 m)
- Sušnik (849 m)
- Polhograjska gora, tudi Gora sv. Lovrenca (842 m)
- Gabrovc (841 m)[Potrebuje razločitev]
- Bukov Vrh (832 m)
- Strmec[Potrebuje razločitev]
- Češmelj (817 m)
- Veliki hrib - Smolnik (815 m)
- Špik (812 m)[Potrebuje razločitev]
- Goljek (809 m)[Potrebuje razločitev]
- (vrh pri Stenici / Medvode) 808 m
- Sv. Jakob (806/807 m)[Potrebuje razločitev]
- Marinčeva planina (Hrib) (805 m)
- Sveti Andrej (Planina nad Horjulom) (798 m)[Potrebuje razločitev]
- Rog (798 m)[Potrebuje razločitev]
- Kožuhov vrh (795 m)
- Planina nad Horjulom (vrh - 795 m)
- Bezje (791 m)[Potrebuje razločitev]
- Lokavjek (791 m)
- Kovček (789 m)[Potrebuje razločitev]
- Kožljek - Samotorica (788 m) [Potrebuje razločitev]
- Klešč (784/788? m)
- Kovaški grič (785 m)
- Jetrbenk (774 m)
- Gradišče (770 m)[Potrebuje razločitev]
- Stražni stolp pod vrhom Kovčka (770 m)
- Krgana (768 m)
- Kucelj (765 m)[Potrebuje razločitev]
- Veliki vrh (761 m)[Potrebuje razločitev]
- Kucljev vrh (760 m)
- Sveta Jedert (750 m)[Potrebuje razločitev]
- Dolinska gora (749 m)
- Špik (746 m) zahodno od Korene[Potrebuje razločitev]
- Praprotni grič (745 m)
- Sveta Katarina (Topol) (738 m)[Potrebuje razločitev]
- Tomažkov vrh  (734 m)
- Mrzel grič (731 m)
- Koreno (nad Horjulom) (729 m)[Potrebuje razločitev]
- Jermanca (Jermancov grič) (728 m)[Potrebuje razločitev]
- Čelo (727 m)[Potrebuje razločitev]
- Ilov vrh (721 m)
- Hom (718 m)[Potrebuje razločitev]
- Špik - pod Grmado (716 m)[Potrebuje razločitev]
- Hom (715 m)[Potrebuje razločitev]
- Praprotni? grič (715 m)
- Bukovica (714 m)[Potrebuje razločitev]
- Devnik (712 m)
- Setnica (710 m)[Potrebuje razločitev]
- Mali vrh (708 m) Setnica
- Pusti vrh (707 m)
- Prevalica (705 m) = ?
- Kucelj nad Polhovim Gradcem (705 m)
- Martinji hrib (703 m)
- Sveta Uršula (Setnica) (700 m)[Potrebuje razločitev]
- Stresenk (699 m)
- Pešarjev grič (699 m)
- Kregovnik (692 m)
- Brezovec (690 m)[Potrebuje razločitev]
- Sveta Ana (Butajnova) (686 m)[Potrebuje razločitev]
- Valterski vrh (685 m)
- Sveti Florijan (Tehovec) (685 m)[Potrebuje razločitev]
- Vrh rebra (682 m)
- Šimčev grič (680 m)
- Velika Trava (676 m)
- Sv. Petra hrib (Bukoviški grič) (674 m)
- Sedlo (670 m) [Potrebuje razločitev]
- Setnica (666 m)[Potrebuje razločitev]
- Kugelč (Šentjošt nad Horjulom) (666 m)
- Sveti Mihael na Samotorici (665 m)
- Jejdovo brdo (664 m)
- Veliki vrh (660 m)[Potrebuje razločitev]
- Grič (660 m)
- Topol pri Medvodah (646 m)
- Breznik (Boben) (643 m)
- Kovtrovec (642 m)
- Breznik (640 m)[Potrebuje razločitev]
- Sveta Barbara (nad Hrastnico) (629 m)
- Ojstrica (625 m)[Potrebuje razločitev]
- Ključ (623 m)
- Reber (621 m)[Potrebuje razločitev]
- Kosov hrib (618 m)
- Sveti Andrej (nad Zmincem) (617 m)
- Črtnica (617 m)
- Črna gora (611 m)[Potrebuje razločitev]
- Jazbina[Potrebuje razločitev] (604 m)
- Vrhe nad Dobrovo (603 m)
- Visoki hrib (602 m)
- Grampovčnik (600 m)
- Križavec (596 m)
- Peštota/(Toško Čelo) (590 m)[Potrebuje razločitev]
- Gradišče (589 m)[Potrebuje razločitev]
- Kladnik (588 m) [Potrebuje razločitev]
- Brezovec (581 m)[Potrebuje razločitev]
- Vrhe (570 m)[Potrebuje razločitev]
- Sveti Urban (nad Gorenjo Dobravo) (570 m)
- Sveti Martin nad Brišami (567 m)
- Strmi vrh (563 mnv/558 m?)
- Tičji rigel (557 m)
- Veternik (554 m)[Potrebuje razločitev]
- Praprotno (553 m)[Potrebuje razločitev]
- Sveti Jurij (Praproče) (552 m)
- Koprivnik (551 m)[Potrebuje razločitev]
- Kozomarnica (551 m)
- Gradišče nad Žažarjem (547 m)
- Križmanov vrh (547 m)
- Jeglejek (545 m)
- Mrtancova planina (545 m)
- Debeli hrib (Vrh) (540 m)
- Goli grič (539 m)
- Zvonešca/Zvonščica (530 m)
- Gradišče nad Dobrovo (530 m)
- Straža (527 m)[Potrebuje razločitev]
- Kozomarnica (521 m)
- Velika Trata (518 m)
- Osredek pri Dobrovi (507 m)
- Brezoviški hrib (496 m)
- Vrhovčev grič (495 m)
- Rožmanov vrh (491 m)
- Veliki vrh[Potrebuje razločitev] (491 m)
- Perca (490 m)
- Goli grič (487 m)
- Reber (484 m)[Potrebuje razločitev]
- Črni vrh (483 m) med Trato in Toškim čelom [Potrebuje razločitev]
- Bezenica (476 m) [Potrebuje razločitev]
- Strmca (472 m)[Potrebuje razločitev]
- Koseški hrib (467 m)
- Dvorski hrib (465 m)
- Trata (Šentviški hrib) (464 m)
- Kalvarija (460 m)[Potrebuje razločitev]
- Golo brdo (459 m/435)[Potrebuje razločitev]
- Mrzli hrib (459 m)
- Tičji rigel (457 m)
- Brusnik (455 m)
- Straški vrh (nad Črnučami) (454 m)
- Gradišče (Zapoški hrib) (451 m)
- Gola gorica (451 m)
- Staneški hrib (448 m)
- Strmec (nad Dragomerom)  (446 m)
- Debeli vrh (nad Topolami) (446 m)
- Veliki vrh/Klobuk pri Ljubljani (441 m)
- Gradišče nad Šentvidom (Mala Trata?) (439 m)
- Stražni vrh (439 m)
- Lovska koča na Klobuku (433 m)
- Šišenski hrib (429 m)
- Medanski hrib (429 m)
- Gradišče na Medanskem hribu (427 m)
- Sveti Urh (nad Zaklancem) (420 m)
- Sveti Tilen nad Repnjami (419 m)
- Sveti Jurij (Hruševo) (414 m)
- Kremenik (406 m)
- Soteški hrib (405 m)
- Klobuk (399 m)
- Ferjanka (399 m)[Potrebuje razločitev]
- Straža (395 m)[Potrebuje razločitev]
- Rožnik (394 m)
- Špičasti grič (487 m)
- Magarovnik (384 m)
- Purkovec (383 m)
- Strmica (
- Liparjev grič (374 m)
- Kamna Gorica (354 m)